# Haltérophilie aux Jeux olympiques d'été de 1924
Navigation
Anvers 1920 Amsterdam 1928

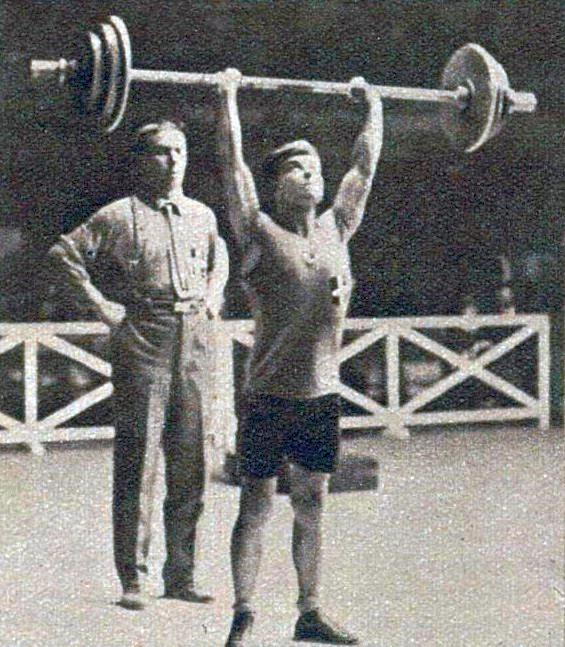
L'Italien Pierino Gabetti, champion olympique des poids plumes en 1924.

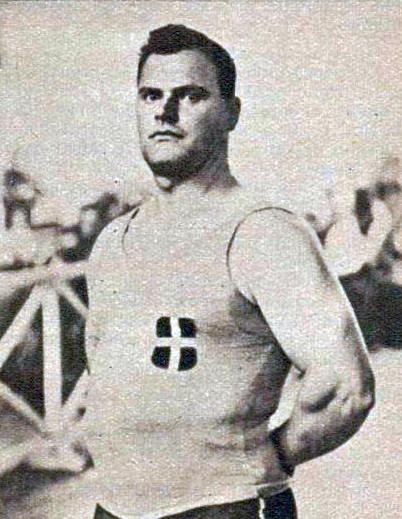
L'Italien Giuseppe Tonani, champion olympique des poids lourds en 1924.

Résultats des épreuves d'haltérophilie dans le cadre des Jeux olympiques d'été de 1924 à Paris en France. Cinq épreuves furent disputées.

## Tableau des médailles
| Rang  | Pays            | Médaille d'or | Médaille d'argent | Médaille de bronze | Total |
| 1     | Italie          | 3             | 0                 | 0                  | 3     |
| 2     | France          | 2             | 0                 | 0                  | 2     |
| 3     | Autriche        | 0             | 3                 | 1                  | 4     |
| 4     | Estonie         | 0             | 1                 | 2                  | 3     |
| 5     | Suisse          | 0             | 1                 | 1                  | 2     |
| 6     | Tchécoslovaquie | 0             | 0                 | 1                  | 1     |
| Total | Total           | 5             | 5                 | 5                  | 15    |

## Résultats
| Catégorie            | Or                         | Argent                   | Bronze                         |
| Plumes –60 kg        | Pierino Gabetti Italie     | Andreas Stadler Autriche | Arthur Reinmann Suisse         |
| Légers 60–67.5 kg    | Edmond Decottignies France | Anton Zwerina Autriche   | Bohumil Durdys Tchécoslovaquie |
| Moyens 67.5–75 kg    | Carlo Galimberti Italie    | Alfred Neuland Estonie   | Jaan Kikkas Estonie            |
| Mi-lourds 75–82.5 kg | Charles Rigoulot France    | Fritz Hünenberger Suisse | Leopold Friedrich Autriche     |
| Lourds +82.5 kg      | Giuseppe Tonani Italie     | Franz Aigner Autriche    | Harald Tammer Estonie          |